# Кокрейн, Рори
Рори Кокрейн (род. 28 февраля 1972 года) — американский киноактёр.

## Биография
Рори родился в межнациональной семье ирландца и уроженки Индии. В детском возрасте вместе с семьёй он перебрался в Англию. В Штаты он вернулся уже подростком. В Нью-Йорке он поступает в Школу искусств имени Фьорелло Ла Гуардии.
Уже в годы обучения Кокрейн начинает сниматься в кино и на ТВ. В 1990 года он появляется в сериале Х.Е.Л.П. на следующий год дебютирует в большом кино, сыграв в триллере Джеймса Дирдена «Поцелуй перед смертью» (роль Кокрейна длилась всего 15 секунд). В 1992 году актёр играет свою первую существенную роль в картине «Отцы и сыновья», где его партнёрами стали Джефф Голдблюм и Фамке Янссен.
В 1994—95 годах Рори дважды снимается с Рене Зеллвегер, на съёмках между актёрами завязываются романтические отношения.
Кокрейн пробует свои силы в театре. В кино ему чаще всего достаются роли второго плана. Например, в «Войне Харта» Грегори Хоблита и «Помутнении» Ричарда Линклейтера. На телевидении актёра можно увидеть в успешных сериалах «24 часа» и «C.S.I.: Место преступления Майами».
В 2011 году Рори начинает сниматься в политическом триллере «Операция „Арго“», впоследствии получившем массу кинонаград и номинаций. В их числе и премия «Оскар» за лучший фильм.

## Фильмография
| Год       |   | Русское название                          | Оригинальное название                        | Роль                 |
| --------- | - | ----------------------------------------- | -------------------------------------------- | -------------------- |
| 1990      | с | Х.Е.Л.П.                                  | H.E.L.P.                                     | второй малыш         |
| 1991      | ф | Поцелуй перед смертью                     | A Kiss Before Dying                          | Чико                 |
| 1992      | ф | Отцы и сыновья                            | Fathers & Sons                               | Эд                   |
| 1993      | ф | Под кайфом и в смятении                   | Dazed and Confused                           | Рон Слейтер          |
| 1994      | ф | Любовь и кольт 45 калибра                 | Love and a .45                               | Билли Мак Блэк       |
| 1995      | ф | Магазин «Империя»                         | Empire Records                               | Лукас                |
| 1995      | ф | Собачья жизнь                             | The Low Life                                 | Джон                 |
| 1996      | ф | Догтаун                                   | Dogtown                                      | Кертис Ласки         |
| 1997      | с | Последний дон                             | The Last Don                                 | Данте Сантадио       |
| 1998      | ф | Приключения Себастьяна Кола               | The Adventures of Sebastian Cole             | китаец               |
| 1999      | ф | Без изъяна                                | Flawless                                     | Пого                 |
| 1999      | ф | Чёрное и белое                            | Black and White                              | Крис О’Брайен        |
| 2000      | ф | Секс, наркотики и Сансет Стрип            | Sunset Strip                                 | Феликс               |
| 2000      | ф | Мошенники                                 | The Prime Gig                                | Джоэл                |
| 2001      | ф | Southlander: Дневник Отчаянного Музыканта | Southlander: Diary of a Desperate Musician   | Ченс                 |
| 2002—2007 | с | C.S.I.: Место преступления Майами         | CSI: Miami                                   | Тим Спидл            |
| 2002      | ф | Война Харта                               | Hart's War                                   | сержант Карл С. Уэбб |
| 2006      | ф | У твоего порога                           | Right at Your Door                           | Брэд                 |
| 2006      | ф | Помутнение                                | A Scanner Darkly                             | Чарльз Фрэк          |
| 2007—.... | с | Компания                                  | The Company                                  | Евгений Цыпин        |
| 2009      | ф | Джонни Д.                                 | Public Enemies                               | агент Картер Баум    |
| 2009      | с | 24 часа                                   | 24                                           | Грег Ситон           |
| 2010      | ф | Игры страсти                              | Passion Play                                 | Рики                 |
| 2011      | ф | Плохая мамочка                            | Bringing Up Bobby                            | Уолт                 |
| 2012      | ф | Операция «Арго»                           | Argo                                         | Генри Ли Шац         |
| 2013      | ф | Паркленд                                  | Parkland                                     |                      |
| 2014      | ф | Окулус                                    | Oculus                                       | Алан Расселл         |
| 2015      | ф | Чёрная месса                              | Black Mass                                   | Стив Флемми          |
| 2017      | ф | Недруги                                   | Hostiles                                     | сержант Томас Метз   |
| 2022      | с | Время побеждать: Расцвет династии Лейкерс | Winning Time: The Rise of the Lakers Dynasty | Джерри Тарканян      |